# Joe Principe
Joe Principe (Chicago, 13 novembre 1974) è un bassista statunitense, cofondatore del gruppo melodic hardcore statunitense Rise Against.
È conosciuto per i suoi elaborati modelli bassi nelle loro canzoni. Alcuni dei suoi esempi più fini sono l'intro/outro di Like the Angel, e il ponte di Life Less Frightening. Anche lui, come i membri della band, è vegetariano, a favore dei diritti degli animali e promuove attivamente il PETA.

## Biografia
La carriera musicale di Joe iniziò nella band punk revival 88 Fingers Louie. Dopo 6 anni di tour lasciando le registrazioni con la band, formò i Rise Against con il cantante e chitarrista Tim McIlrath, il membro degli 88FL Mr. Precision, e il batterista Brandon Barnes. Nel 2002, Mr. Precision lasciò e fu sostituito da Todd Mohney, che a suo volta lascia ed entra Chris Chasse nel 2004, che infine anch'egli verrà sostituito da Zach Blair nel 2007. I Rise Against rilasciano i loro primi due album (The Unraveling, e Revolutions per Minute) con la Fat Wreck Chords, e il loro successivi due dischi (Siren Song of the Counter Culture, e The Sufferer & the Witness) con la Geffen.
I Rise Against pubblicheranno il loro nuovo album, Appeal to Reason, il 7 ottobre 2008. La band lo ha registrato con la Blasting Room nel Fort Collins, Colorado con Bill Stevenson e Jason Livermore, che hanno prodotto Revolutions per Minute e The Sufferer & the Witness.

## Discografia

### Album in studio
| Anno | Titolo                            | Gruppo           |
| ---- | --------------------------------- | ---------------- |
| 1995 | Behind Bars                       | 88 Fingers Louie |
| 1997 | 88 Fingers Up Your Ass            | 88 Fingers Louie |
| 1998 | Back on the Streets               | 88 Fingers Louie |
| 2001 | The Unraveling                    | Rise Against     |
| 2003 | Revolutions per Minute            | Rise Against     |
| 2004 | Siren Song of the Counter Culture | Rise Against     |
| 2006 | The Sufferer & the Witness        | Rise Against     |
| 2008 | Appeal to Reason                  | Rise Against     |
| 2011 | Endgame                           | Rise Against     |
| 2014 | The Black Market                  | Rise Against     |